# Пахуча трава звичайна
Пахуча трава звичайна (Anthoxanthum odoratum L.) — рослина родини злакові.

## Загальні відомості
Багаторічна трав'яниста рослина родини злакових (30-60 см заввишки), що утворює невеликі дернинки. Стебла прямостоячі, голі, гладенькі. Листки (до 5 мм завширшки) чергові, лінійні, як і піхви голі або розсіяно волосисті. Язичок (до 2 мм завдовжки) перетинчастий, зубчастий. Суцвіття — густа майже колосоподібна волоть (20-70 мм завдовжки, до 10 мм завширшки). Колоски (до 7 мм завдовжки) одноквіткові, ланцетні, стиснуті з боків, жовтувато-зелені або буруваті. Колоскових лусок чотири, з них перша (нижня) ланцетно загострена з однією жилкою, гола, друга вдвічі довша від першої, з трьома жилками, третя й четверта довгасті, запушені, з остюками, на верхівці дволопатеві. Квітки складаються з двох квіткових лусок, двох тичинок і однієї маточки з верхньою зав'яззю, довгим стовпчиком і двома довгими перисто-нитчастими приймочками, що висуваються з верхівки колоска. Квіткові луски плівчасті, тупі, з однією жилкою. Плід — еліптична зернівка.
Росте в мішаних лісах на галявинах, узліссях, у чагарниках, на залужених ділянках. Нерідко відіграє істотну роль у формуванні злаково-різнотравних травостоїв свіжих і вологих суходільних луків. Рослина тіньовитривала, мезоеутроф, мезофіт. Цвіте у травні — червні.
Поширена на Поліссі, в Карпатах, рідше в Лісостепу, рідко в степу.

## Практичне використання
Кормова, харчова і лікарська рослина.
Рослина низьких кормових властивостей. У чистому вигляді поїдається погано через наявність ароматичної речовини — кумарину. У сіні та на пасовищах як домішка до інших рослин поїдається всіма видами тварин більш-менш задовільно. Завдяки слабкій залистяності дає низький урожай сіна (7-8 ц/га), яке містить до 10 % протеїну, 2,5 % жирів, 4,4 % золи, до 20 % клітковини, до 48 % (абсолютно сухої речовини) безазотних екстрактивних речовин.
Пахучий колосок добре відростає після скошування. Трава, особливо висушена, пахуча, надає сіну приємного запаху.
У народній медицині траву застосовують при захворюванні органів дихання і при задусі. Висушену траву цієї рослина використовують для ароматизації тютюну і білизни.